# Шварценеггер, Арнольд
Арно́льд Ало́ис Шварцене́ггер (нем. Arnold Alois Schwarzenegger МФА: [ˈaɐ̯nɔlt ˈaloʏs ˈʃvaɐ̯tsn̩ˌʔɛɡɐ]о файле, англ. [ˈʃvɑːrtsnɛɡər] или [ˈʃwɔːrtsnɛɡər]; род. 30 июля 1947[…], Таль, Австрия) — американский культурист, предприниматель, киноактёр, продюсер, государственный и политический деятель австрийского происхождения. 38-й губернатор Калифорнии (был избран на эту должность в октябре 2003 года и переизбран на второй срок в 2006 году). Директор по экшену студии Netflix (с 2023 года).
Обладатель ряда премий по бодибилдингу, в том числе семикратный обладатель титула «Мистер Олимпия». Организатор конкурса «Арнольд Классик».
В кинематографе наиболее известен по роли Терминатора Т-800 в серии «Терминатор» (1984—2019). Также за свою актёрскую карьеру исполнил главные роли во множестве других фильмов, среди которых особую известность ему принесли фэнтези «Конан-варвар» (1982), боевики «Коммандо» (1985), «Хищник» (1987), «Красная жара» (1988), «Вспомнить всё» (1990), «Правдивая ложь» (1994), комедии «Близнецы» (1988), «Детсадовский полицейский» (1990), «Последний киногерой» (1993), франшиза «Неудержимые» (2010—2014) и «План побега» (2013). Имеет ряд премий в кинематографе.

## Биография

### Австрия
Родителями Арнольда были Густав Шварценеггер (1907—1972) и Аурелия Шварценеггер, урождённая Ядрни (1922—1998), проживавшие в торговой общине Таль вблизи города Грац, столицы земли Штирия. Они поженились 20 октября 1945 года, когда Густаву было 38 лет, а Аурелии 23. Семья была католического вероисповедания и каждое воскресенье посещала церковь. Их старший сын Мейнхард Шварценеггер родился 17 июля 1946 года. 30 июля 1947 года родился младший сын, который был крещён как Арнольд Алоис Шварценеггер. Фамилия Шварценеггер происходит от названия швейцарской деревни Шварценегг, входящей в состав коммуны Унтерлангенегг.
После аншлюса Австрии в 1938 году Густав Шварценеггер вступил в НСДАП и СА. Во время войны он служил в фельджандармерии, где получил чин гауптфельдфебеля (старшего сержанта), в частности, он участвовал в военной операции по блокаде Ленинграда, где был ранен. В документальном мини-сериале «Арнольд» (2023) Шварценеггер сообщает, что его отец во время войны три дня пролежал под обломками рухнувшего дома, и получил ПТСР (как и многие другие австрийцы).
После денацификации Густаву было разрешено работать шефом местной полиции, так как не было найдено доказательств совершения им каких-либо военных преступлений. Семья жила бедно; одним из самых ярких воспоминаний молодости Шварценеггер называет покупку холодильника.
В своих воспоминаниях Шварценеггер описывает Австрию своего детства, как бедную страну, тяжело переживавшую своё поражение в войне. Его книга «Вспомнить всё» начинается словами «я родился в год большого голода».
У Арнольда сложились непростые отношения с семьёй, поскольку для австрийских родителей подчинение общепринятым правилам было важнее, чем личность ребёнка. Протестующий юный Арнольд Шварценеггер всегда хотел стать богатым и знаменитым.
Под влиянием отца Арнольд начал заниматься футболом, но в возрасте 14 лет предпочёл карьеру культуриста. Он был вдохновлён такими известными бодибилдерами, как Рег Парк, Стив Ривз, и спортсменом-пловцом Джонни Вайсмюллером, которых часто видел в кино. В 2001 году Шварценеггер так рассказывал о тех годах:
«Мой отец хотел, чтобы я стал полицейским, как и он. Мама предлагала пойти в торговлю».
В 14 лет, по воспоминаниям Арнольда, огромное влияние на него оказала победа Юрия Власова и его личная встреча с ним за кулисами. Он повесил дома фотографию Власова, что вызвало конфликт с отцом, который получил под Ленинградом ранение. В 1961 году Власов поехал в Вену на свой третий чемпионат мира по тяжёлой атлетике. В один из перерывов к нему привели, по его словам, худощавого, долговязого мальчика. Власов через переводчика пожелал юному Арнольду Шварценеггеру успехов в спорте и поддержал морально. Выступление Власова оказало влияние на Арнольда, он несколько лет упорно занимался спортивной тяжёлой атлетикой, но успехов не добился и после этого переключился на культуризм.
Он ежедневно занимался в тренажёрном зале «Либенауэр» в Граце; хотя клуб не работал по субботам и воскресеньям, Арнольд всё равно занимался и по выходным, залезая через окно по стремянке.
20 мая 1971 года брат Арнольда, Мейнхард, погиб в автомобильной аварии, находясь за рулём в нетрезвом виде. Арнольд не появился на похоронах Мейнхарда, так как узнал о смерти брата три дня спустя после случившегося. Брат был женат на Эрике Кнапп и оставил трёхлетнего сына Патрика. Арнольд позднее оплатил образование Патрика и помог ему с эмиграцией в США. Спустя год от инсульта умер Густав Шварценеггер. Арнольд не был на похоронах отца, так как ему сделали операцию на колене и он был в гипсе (см. А. Шварценеггер. Вспомнить все: Моя невероятно правдивая история).

### Служба в армии
В 1965 году Арнольда в возрасте восемнадцати лет призвали в австрийскую армию на один год, где он получил воинскую специальность механика-водителя танка M47 Patton II. Арнольд получил эту должность, несмотря на то, что в австрийской армии на неё обычно назначали лиц в возрасте от 21 года. Только в армии впервые Арнольд начал каждый день есть мясо.
Он принял участие в конкурсе «Мистер Европа» среди юниоров и выиграл его; ради конкурса он ушёл в «самоволку», после чего на два месяца попадает в военную тюрьму (по другим данным — на две недели на гауптвахту). Сам Шварценеггер пишет в своей книге «Воспитание культуриста», что сидел в карцере одну неделю, после чего ему дали двухдневный отпуск, так как офицеры посчитали, что его победа принесла некоторый престиж армии. Вопреки распространённому мнению, это выступление не было дебютом; дебют состоялся двумя годами ранее на менее известном состязании в Граце, где Арнольд занял второе место.
Как впоследствии рассказывал сам Шварценеггер, он смог найти время и место для тренировок даже во время тактических учений, когда несколько недель жил в полевых условиях. Он оборудовал штангу из подручных материалов и хранил её в танке.
Я добился большого прогресса на начальном этапе своих тренировок, когда служил в австрийской армии и имел много всяких дел. Когда мы в течение шести недель участвовали в манёврах вдоль чехословацкой границы, мне приходилось водить танк по пятнадцать часов в день, закачивать топливо при помощи ручного насоса, «бороться» с огромными топливными бочками и заниматься ремонтом. Мы спали в окопах или под танками и должны были вставать в шесть часов утра. Однако мы с приятелем вставали в пять, залезали в отсек для танковых инструментов, в котором хранили свои штанги, и до общего подъёма тренировались целый час. После окончания дневной части учений мы тренировались ещё один час. Я не могу представить более тяжёлых условий для тренировок и поэтому утверждаю, что найти время и силы для занятий — это вопрос мотивации и заинтересованности. Настоящий атлет всегда, в любой ситуации найдёт время и место для тренировок.
Вместе с тем, как он признался впоследствии, он не был идеальным солдатом и один раз утопил свой танк.
Описывая свою службу в армии, Арнольд в автобиографии рассказывает, с каким нетерпением он ждал приказа офицеров приступить к физической подготовке, а главным итогом службы называет существенное наращивание мышечной массы и силы.

### Переезд в Мюнхен
После армии в 1966 году переехал в Мюнхен, где работал в фитнес-клубе. В этот период какое-то время ему приходилось спать на полу в тренажёрном зале, пока не удалось снять квартиру. Как упоминает сам Арнольд в автобиографии, в это время он вёл себя крайне агрессивно, вступая в драки почти каждый день и собирая штрафы за нарушение правил дорожного движения (он пишет: «Я был словно бык, который нагуливал своё мясо»).
Вскоре он стал сам руководить тренажёрным залом, однако и при этом у него оставалось много долгов.
В 1966 году Арнольд занял второе место на конкурсе «Мистер Вселенная» в Лондоне, уступив американцу Шету Йортону. Такой результат был неожиданностью для него самого; Арнольд первоначально рассчитывал не более чем на шестое-седьмое место. В 1967 году он выиграл этот титул.

### Переезд в США
В сентябре 1968 г. Арнольд в возрасте 21 года прибывает в Америку. По его собственному признанию, тогда он плохо владел английским и разговаривал с сильным акцентом, что создавало ему трудности. По словам Арнольда, переезд в США был его мечтой с 10 лет. В конце 1960-х — начале 1970-х годов он находится в стране нелегально, нарушая условия своей визы.
Он начинает заниматься в клубе Gold's Gym в Санта-Монике (Калифорния), под патронатом Джо Вейдера.
В 1970 году в возрасте двадцати трёх лет выигрывает свой первый титул «Мистер Олимпия» в Нью-Йорке.
В 1983 году получил гражданство США, сохранив гражданство Австрии.
Для меня свобода выбора означала приезд сюда, в Америку. Ведь я приехал из страны, где государство регулировало экономику, из страны, где 18-летние ребята уже говорят о пенсии, но я, я хотел большего. Я хотел быть лучшим, однако такой индивидуализм несовместим с [европейским] социализмом, поэтому я решил, что мне нужно поехать в Америку. У меня не было денег, зато была свобода их зарабатывать. Сделав ставку на свои накачанные мышцы, я сумел построить большой бизнес и карьеру в кино.

## Карьера культуриста
Арнольд Шварценеггер начал свою карьеру в бодибилдинге в возрасте 15 лет. Основной проблемой начального этапа своей спортивной карьеры он называет недостаток опыта и знаний о таком относительно новом тогда виде спорта, как бодибилдинг. Своим идеалом юный Шварценеггер считал Рега Парка.
Вместе с тем он добивается впечатляющего прогресса; в своей книге «Новая энциклопедия современного бодибилдинга» Арнольд пишет, что его руки тогда увеличивались на полдюйма (1,27 см) за два месяца тренировок, а общая мышечная масса — на двадцать фунтов (9,071 кг) за год. Для получения своего первого титула «Мистер Олимпия» у Шварценеггера ушло всего пять лет. При этом Шварценеггер не отрицает, что употреблял в тот период анаболические стероиды.
В 1967 году Арнольд стал самым молодым в истории «Мистером Вселенная». В то время рост Шварценеггера был 188 см, обхват груди — 144 см, бицепса — 52 см, бедра — 68,5 см, голени — 47 см, шеи — 46 см. К 1968 году, выиграв все проводившиеся в Европе первенства культуристов, Арнольд Шварценеггер решил продолжить карьеру культуриста в США.
Своей главной задачей как культуриста после переезда в США он называет цель «обтесать привезённую из Европы мышечную массу, придать ей нужную форму». В своей «Новой энциклопедии современного бодибилдинга» Арнольд пишет: «Я был способным учеником. Я подходил к судьям и спрашивал, что, по их мнению, я сделал неправильно». Многому он научился у своих «коллег по цеху», в том числе у Олимпийского чемпиона и 4-кратного чемпиона мира по тяжёлой атлетике Юрия Власова после личного знакомства. Это знакомство произошло во время Чемпионата мира по тяжёлой атлетике в Вене в 1961 году, где юного худенького мальчика Арнольда Шварценеггера познакомили с Юрием Власовым.
Телосложение Арнольда было далеко от идеала, дельтовидные мышцы всегда были его слабым местом. За что его довольно сильно критиковали в свое время. Зато грудные мышцы и бицепсы стали визитной карточкой Шварценеггера и создали моду в бодибилдинге на огромные руки на долгие годы вперед.

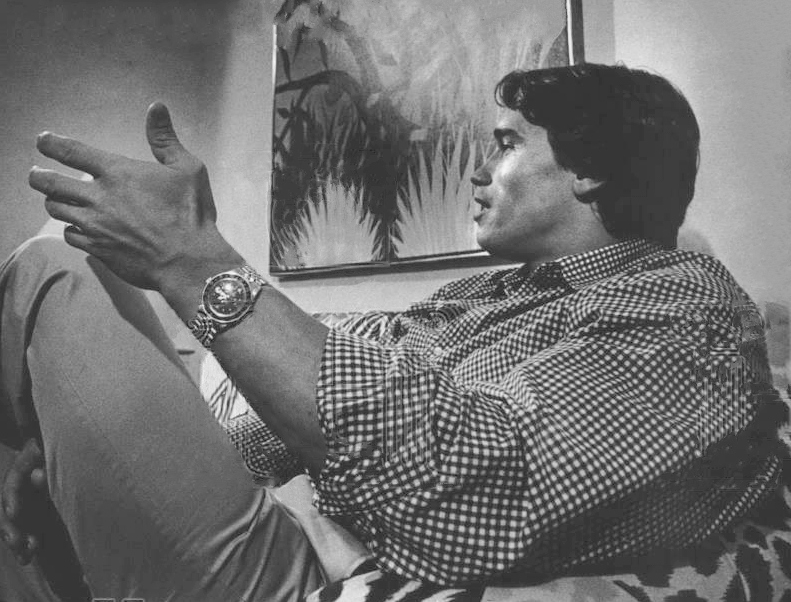
Шварценеггер в 1971-м

Напряжённая работа принесла многочисленные победы; особое место в его карьере занимает победа на конкурсе «Мистер Олимпия» в 1980 году; она стала неожиданным возвращением после пятилетнего перерыва. За время отсутствия Шварценеггера благодаря росту популярности бодибилдинга конкуренция на соревнованиях существенно возросла.
После 1980 года Шварценеггер окончательно завершил свою спортивную карьеру. Вместе с тем он внёс значительный вклад в популяризацию бодибилдинга, распространяя свой огромный опыт в книгах и в журналах по культуризму.
В 1988 году организовал собственный конкурс «Арнольд Классик».
Своими кумирами Шварценеггер, помимо прочих, называет Юрия Власова (они встречались 2 раза — в 1961 году в Вене и в 1988 году в Москве), Леонида Жаботинского и Василия Алексеева.
В 2015 году Арнольд Шварценеггер был введён в Зал Славы WWE.

## Карьера в кино

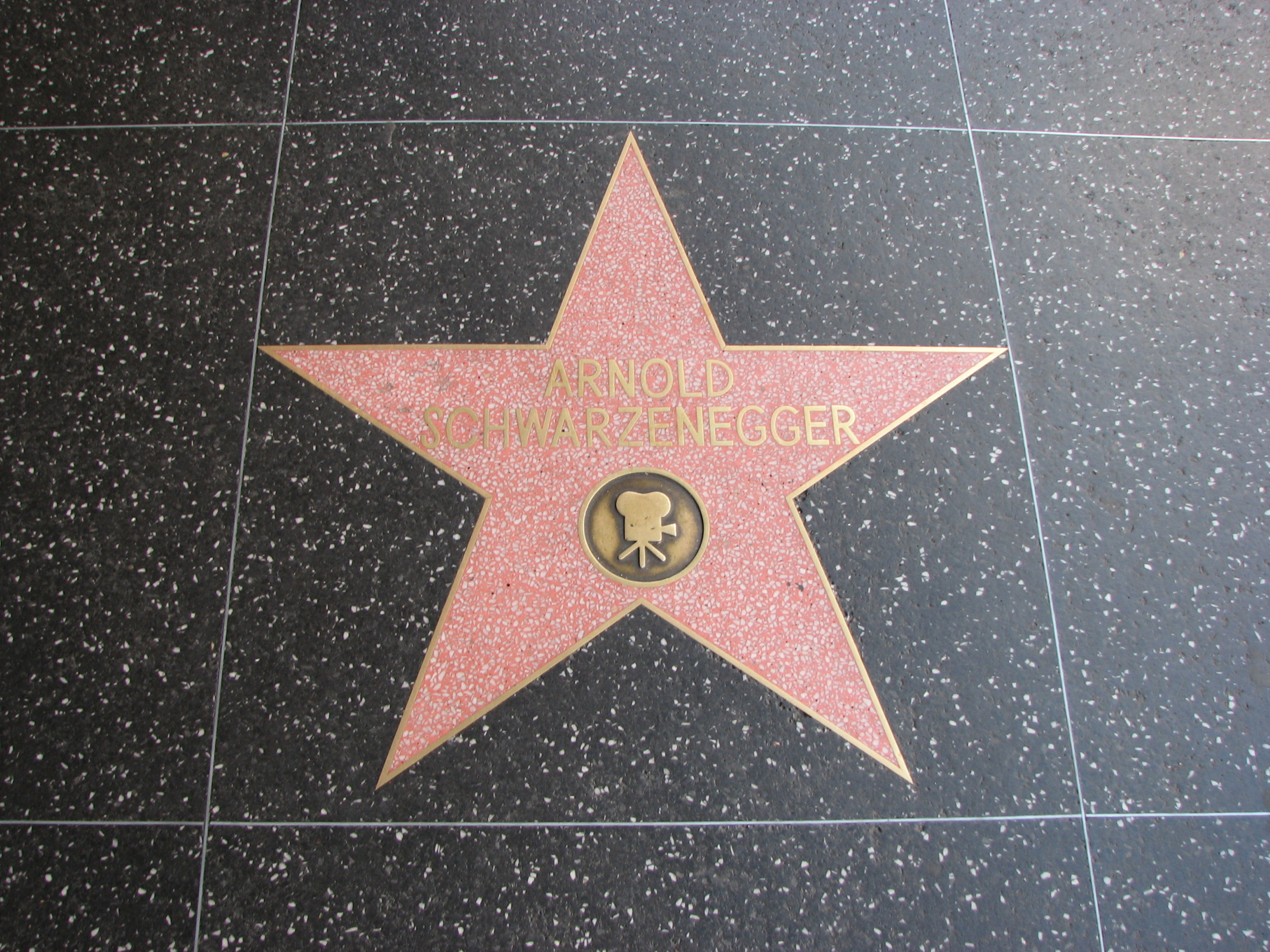
Звезда Арнольда Шварценеггера на голливудской «Аллее славы»

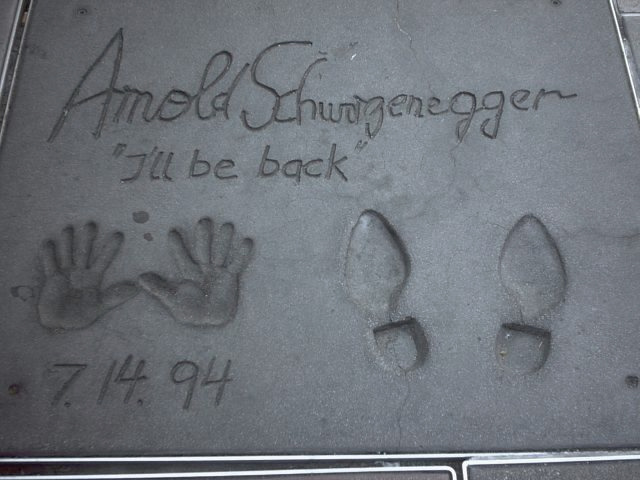
Отпечатки ладоней и обуви Арнольда Шварценеггера перед Китайским театром Граумана

Арнольд Шварценеггер с 1969 года начал сниматься в фильмах, как это делали многие его кумиры, такие, как Рег Парк и Стив Ривз. Его проблемой первоначально была слишком большая мышечная масса, смотревшаяся неестественно для кино, и сильный немецкий акцент, из-за которого приходилось избегать длинных сложных диалогов. Для ряда фильмов Арнольду приходилось существенно снижать вес. Он берёт уроки актёрского мастерства и старается избавиться от акцента. Режиссёр «Хищника» Джон Мактирнан отмечает: «Этот парень — способный: мне говорили, что для работы с ним потребуется не меньше двадцати дублей, а их требуется три-четыре. Он быстро учится».
Первой актёрской работой Шварценеггера в кинематографе стал фильм «Геркулес в Нью-Йорке» (1970). Все реплики Шварценеггера из-за его сильного акцента были переозвучены другим актёром, фамилия которого не указана в титрах. Это также был единственный фильм, где Арнольд в титрах был представлен не под собственной фамилией, а под псевдонимом Арнольд Стронг (продюсер решил, что фамилия «Шварценеггер» плохо звучит по-английски). Впоследствии этот фильм Шварценеггер называл своей самой нелюбимой работой в кинематографе.
Первые фильмы с участием Арнольда Шварценеггера публика приняла сдержанно; успех пришёл после «Конана-варвара» (1982). Довольно долго гонорары Арнольда, тем не менее, остаются относительно небольшими, однако после таких фильмов, как «Вспомнить всё» (1990) и «Терминатор 2» (1991) существенно увеличиваются (гонорар за второй из этих фильмов составил 20 млн долларов, а за «Терминатор 3» (2003) — 30 млн долларов, что стало рекордом в киноиндустрии).
Бывшего бодибилдера награждают рядом престижных премий. В то же время актёр становится лауреатом антипремии «Золотая малина» при 8 номинациях.
Критики заявляют, что актёрское мастерство «железного Арни» оставляет желать лучшего, и он избегает длинных сложных диалогов; комик Робин Уильямс отметил, что «меньше слов, чем Арнольд Шварценеггер, сказала только шотландская колли Лесси».
Стремясь уйти от образа железобетонного убийцы, который за весь фильм произносит пять-шесть фраз, Арнольд начинает сниматься в комедийных фильмах. За некоторые из них, в том числе за самый первый, «Близнецы» (1988), он не спрашивает вообще никакого гонорара, ограничившись процентами с продаж.
Комедия «Последний киногерой» становится пародией Арнольда на самого себя и свой образ «терминатора».
Последовавшие фильмы с участием Шварценеггера — «Конец света», «6-й день» и «Возмещение ущерба» — были встречены критиками и зрителями довольно сдержанно. В 2003 году выходит долгожданный сиквел «Терминатор 3: Восстание машин», после которого 56-летний Арнольд уходит из киноиндустрии. В этом же году он побеждает на выборах на пост губернатора Калифорнии, что делает невозможным участие в каких-либо съёмках (не считая фильм «Вокруг света за 80 дней» и вышедший в 2010 году фильм Сильвестра Сталлоне «Неудержимые»). Например, в фильме «Терминатор: Да придёт спаситель», вышедшем на экраны в 2009 году, используется цифровой образ Арнольда Шварценеггера. Он изображается в том возрасте, в котором он снимался в первом «Терминаторе».
Первым фильмом с участием Арнольда после его возвращения в кино стал боевик «Неудержимые 2». Также он озвучит главного персонажа в мультсериале «Губернатор». В 2013 году на экраны вышел фильм «Возвращение героя», в котором Арнольд сыграл главную роль.
В 2013 году вышел фильм «План побега», в котором вместе со Шварценеггером одну из главных ролей исполнил другой знаменитый актёр — Сильвестр Сталлоне. В октябре 2012 года Шварценеггер приступил к съёмкам в боевике «Саботаж», где он играет полицейского, и ему снова предстоит борьба с наркомафией. Премьера фильма в США состоялась 28 марта 2014 года. В августе 2013 года Арнольд принял участие в съёмках боевика «Неудержимые 3», где сыграли многие известные актёры, такие как Сильвестр Сталлоне, Джейсон Стейтем, Мел Гибсон, Харрисон Форд, Антонио Бандерас, Дольф Лундгрен и другие. В сентябре того же года Шварценеггер снимается в фильме «Заражённая», в котором он сыграл роль фермера. В апреле 2014 года Шварценеггер приступил к съёмкам фантастического боевика «Терминатор: Генезис», он снова исполнил знаменитую роль Терминатора Т-800. Режиссёром картины стал Алан Тейлор. Премьера фильма состоялась в июле 2015 года.

## Карьера в бизнесе
К 30 годам Арнольд Шварценеггер стал миллионером. Его состояние умножилось благодаря удачным вложениям. Он открыл бизнес по почтовым рассылкам, основал строительную компанию «Pumping Bricks» и занялся недвижимостью. Сердцевиной его финансовой империи является компания «Oak Productions», через которую проходят отчисления от киностудий, проценты с продаж комиксов и видеоигр. По состоянию на 2007 год активы Арнольда Шварценеггера оцениваются в 900 млн долларов.
Финансовым советником Арнольда Шварценеггера долгое время является Пауль Вахтер. По версии журнала Forbes, на июнь 2024 года Шварценеггер являлся долларовым миллиардером.

## Политическая карьера
В терминах американской политической жизни Шварценеггер обычно считается «центристом». Несмотря на свой брак с Марией Шрайвер, представительницей влиятельного демократического клана Кеннеди, сам Шварценеггер является убеждённым республиканцем. Его взгляды контрастируют с политическими убеждениями большинства деятелей шоу-бизнеса, обычно поддерживающих Демократическую партию. На президентских выборах 2008 года Шварценеггер поддерживал республиканского кандидата Джона Маккейна, заявив: «его взгляды близки к моим, в том числе в области окружающей среды».
Хотя известен ряд негативных заявлений Шварценеггера в адрес демократов, по ряду вопросов он либеральнее большинства своих соратников по партии. Шварценеггер поддерживает позицию республиканцев по вопросам однополых браков и ограничению нелегальной иммиграции, однако близок к демократам по вопросам запрета абортов и ограничения прав на свободную продажу оружия. Поддерживает легализацию марихуаны — но только в медицинских целях, последним шагом на посту губернатора стало подписание указа о декриминализации хранения марихуаны весом до одной унции (29 граммов); уголовная ответственность была заменена на штраф в 100 долларов. Однако попытка легализовать марихуану провалилась; в 2010 году на соответствующем референдуме против высказались 57 % избирателей.
Последовательный сторонник Киотского протокола, сторонник исследований в области стволовых клеток.

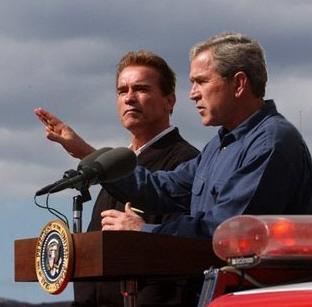
Арнольд Шварценеггер и президент США Джордж Буш, 2001 год

В 2003 году Арнольд Шварценеггер был избран на пост губернатора Калифорнии от Республиканской партии. Он стал 38-м губернатором этого штата и первым губернатором штата, родившимся за пределами США, со времени ирландца Джона Дауни, избранного в 1862 году. Американские средства массовой информации сопровождали ход предвыборной кампании заголовками «Governator» (гибрид «terminator» и «governor» — «губернатор»), «Бегущий человек» и «Терминатор-4: Восстание кандидата» (аллюзия на название фильма «Terminator-3: Rise of the Machines»). Выборы нового губернатора сопровождались вторым в истории США отзывом (англ. recall) действующего главы штата Грея Дэвиса, приведшего штат в состояние финансового и энергетического кризиса; это дало прессе повод для заголовков «Total Recall» (аллюзия к известному фильму Шварценеггера, вышедшему в русском прокате под названием «Вспомнить всё»).
В своей деятельности он вскоре столкнулся с мощной оппозицией, развернувшей против него кампанию компромата, и пережил существенное падение рейтинга. Несмотря на это, в 2006 году переизбрался на второй срок. Полномочия истекли в 2011 году, согласно Конституции штата Калифорния, он не имел права баллотироваться на третий срок.
Начал в штате кампанию за сокращение расходов, и в рамках этой кампании отказался от зарплаты губернатора в 175 тысяч долларов в год.
После своего переизбрания окончательно перемещается в политический центр, между республиканцами и демократами; он поддерживает подписание Киотского протокола, негативно относится к войне в Ираке, вступал в ряд конфликтов с президентом США Джорджем Бушем.
Согласно Конституции США, не имеет права баллотироваться на пост президента, так как родился за пределами США. В настоящее время видит перспективу своего президентства (методом принятия соответствующей поправки к Конституции) малореальной:
Я поддерживаю людей, которые выступают за эту поправку. Но её принятие — тяжелейшее дело, которое потребует многих лет. Я до этого просто не доживу.
В апреле 2005 года Шварценеггер подписал закон SB 424 о провозглашении недели, включающей 24 апреля каждого года, неделей памяти жертв геноцида армян.
В конце 2007 года подвергся критике за «Поправку SB 777», которая приводит перечень видов дискриминации, запрещённых в государственных школах, в соответствие с дефинитивной частью закона о преступлениях на почве ненависти. Основной залп критики был направлен против включения в этот перечень геев, лесбиянок, бисексуалов и трансгендерных людей.

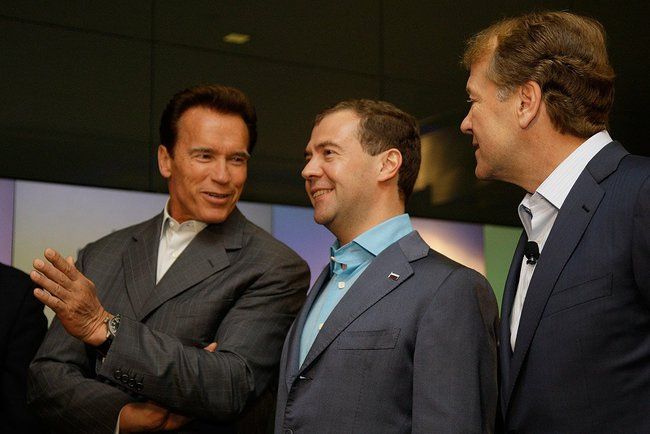
Визит в американскую компанию «Cisco». Губернатор Калифорнии Арнольд Шварценеггер, президент России Медведев, генеральный директор Cisco Systems Джон Чемберс. 2010 год

Как республиканец Арнольд Шварценеггер в начале своей политической карьеры категорически выступал против однополых браков. Однако в ходе громкой общественной дискуссии и череды судебных процессов в Калифорнии он изменил свою позицию и призвал возобновить их регистрацию. Он отказался быть ответчиком в федеральном судебном процессе «Перри против Шварценеггера», который ставит под сомнение конституционность запрета однополых браков. Шварценеггер сослался на то, что клялся защищать Конституцию США, а запрет однополых браков, по его мнению, ей противоречит. Судебный процесс сыграл важную роль в дальнейшей легализации однополых браков по всей территории США.
Несмотря на титанические усилия Шварценеггера по урезанию расходов штата, преодолеть острый бюджетный дефицит ему так и не удалось. Попытки губернатора пополнить казну, повысив несколько косвенных налогов, провалились на референдуме, а сокращения госслужащих, полицейских, медсестёр и учителей вызвали резкое сопротивление профсоюзов. Жёсткая позиция Шварценеггера по вопросу сокращения расходов неоднократно приводила к бюджетным кризисам, когда губернатор и законодательное собрание штата по несколько месяцев не могли согласовать бюджет. В 2010 году бюджет вместо июня был принят только в октябре.
Штат Калифорния стал одним из наиболее серьёзно пострадавших от мирового кризиса. В 2014 году Шварценеггер выпустил видео-послание в поддержку протестов Евромайдана против президента Украины Виктора Януковича.
В марте 2017 года стало известно, что бывший губернатор Калифорнии задумался о возвращении на политическую арену, он стал рассматривать своё возможное участие в выборах в Сенат Конгресса США в 2018 году. Этому якобы послужило несогласие актёра с решениями Президента Трампа относительно политических реформ, проблем изменения климата и вопросов иммиграции. Спустя неделю он отказался баллотироваться, сославшись на желание своего представителя.
Перед выборами США 2024 года поддержал Камалу Харрис, кандидата от Демократической партии. 

### Обращение к россиянам по вопросу вторжения России на Украину
В середине марта 2022 года записал видеообращение к россиянам по поводу войны на Украине. В нём он рассказал о своей дружбе с русскими, о невозможности молчать, когда происходят неправильные вещи, о лжи российской власти, о международной реакции, о страданиях украинского народа, о гибели российских военных, об обмане российских военных перед войной, о незаконной войне, о гордости за российских протестующих. Твиттер-аккаунт Шварценеггера — один из 22 аккаунтов, на которые был подписан твиттер-аккаунт президента России.

## Личная жизнь
Личная жизнь Арнольда с началом карьеры в бодибилдинге стала крайне бурной и вызвала появление ряда легенд: «Рассказывают, например, как он однажды на калифорнийском пляже подошёл к незнакомой девушке и без обиняков сделал ей интимное предложение. Один из его друзей, спешно вмешавшись, стал объяснять девушке: „Мой друг недавно в США и не знает наших обычаев“. На что она ответила: „Нет, нет, не останавливайте его!“». В интервью журналу «Penthouse» рассказывает, что одна женщина предложила вымазать его в шоколаде и облизать. К числу других легенд относится случай, когда на раздаче автографов поклонница разделась и спросила: «Хочешь прокачать это тело?».
В 1969 году Шварценеггер встретил Барбару Аутланд Бейкер, учительницу английского языка. Как Арнольд написал в автобиографии, до встречи с ней он «воспринимал секс лишь как ещё одну функцию организма», однако после появления Барбары друзья шутили: «Арнольд влюбился».
Их отношения заканчиваются в 1974 году. По собственным воспоминаниям, «она была здравомыслящей женщиной, которая хотела солидной, обычной жизни. Я же не был здравомыслящим мужчиной, и ненавидел саму идею обычной жизни». Барбара описывала Арнольда, как «весёлого, харизматичного, авантюрного и атлетичного», но разрыв объяснила тем, что он стал «невыносим — мир вращается вокруг него». Впоследствии написала книгу «В тени австрийского дуба», написанию которой Арнольд не только не препятствовал, но даже дал для неё трёхчасовое интервью.

### Брак с Марией Шрайвер

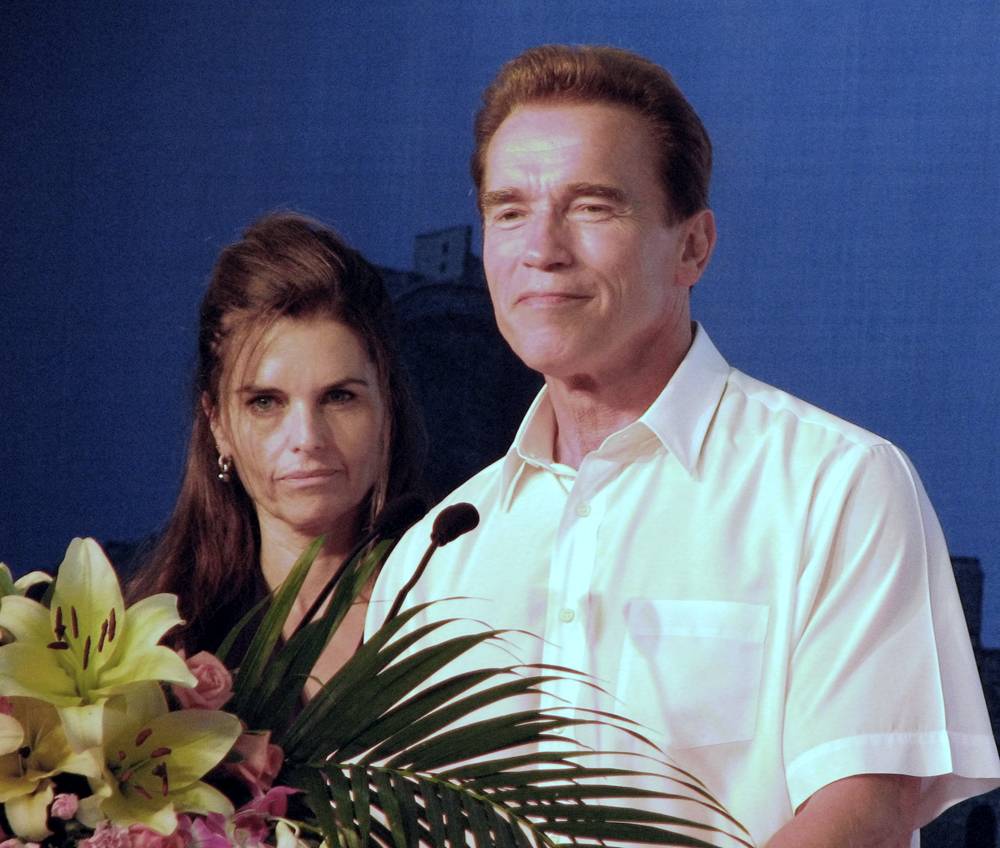
Арнольд Шварценеггер и Мария Шрайвер в 2007 году

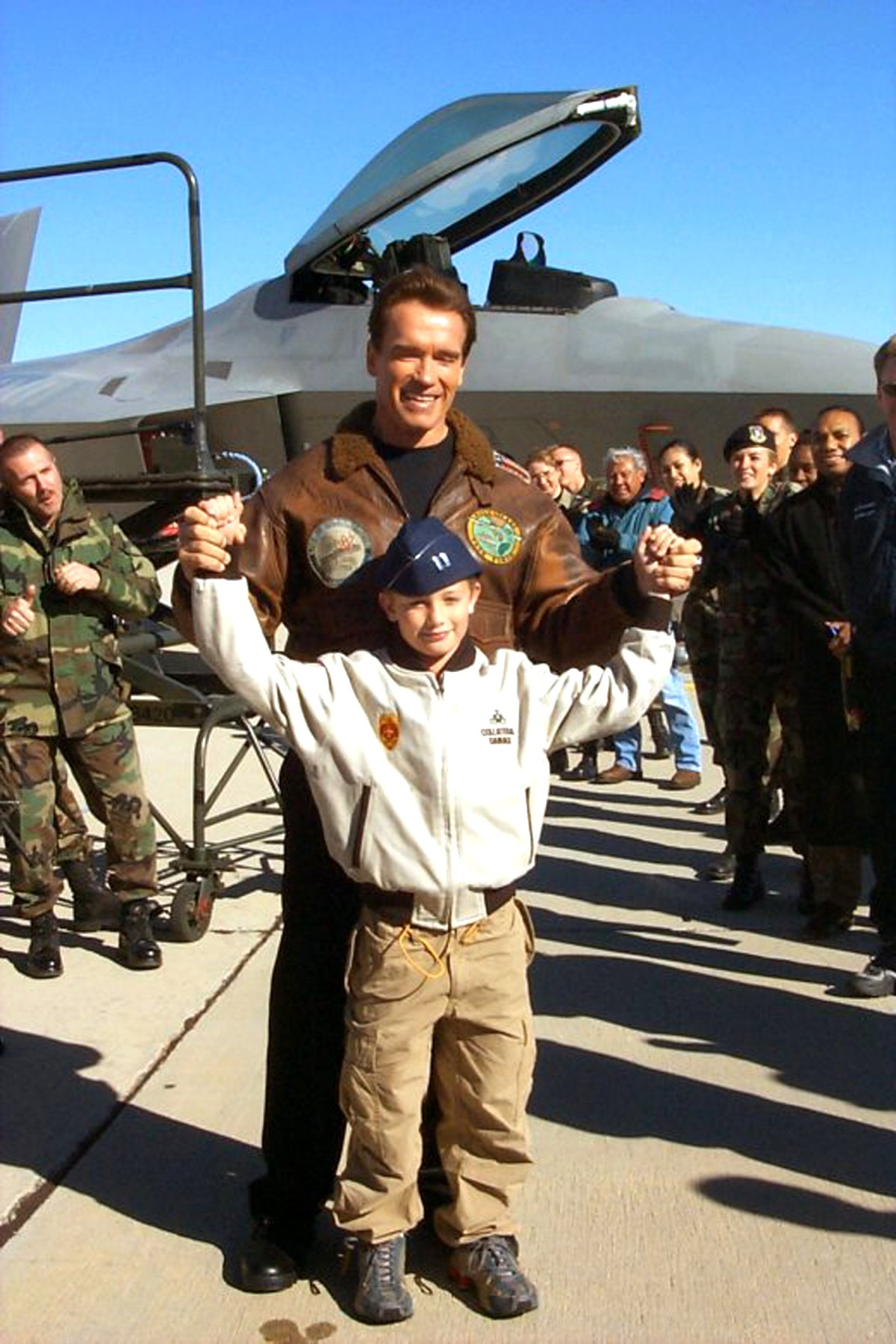
Арнольд Шварценеггер с сыном Патриком

В 1975 году на пляже Venice Шварценеггер познакомился с парикмахершей Сью Морэй, а с августа 1977 года начал также встречаться с тележурналисткой Марией Шрайвер, племянницей президента Джона Ф. Кеннеди. В августе 1978 года Морэй поставила ему ультиматум, но Шварценеггер выбрал Шрайвер. В интервью журналу «Penthouse» Арнольд заявил, что Мария всегда была его самой горячей поклонницей, которая как следует изучила бодибилдинг и на выступлениях кричала громче всех в зале его имя.
Как утверждает Вэнди Лей в «Неофициальной биографии Арнольда Шварценеггера», между ним и Бригиттой Нильсен, партнёршей по фильму «Рыжая Соня», была связь. В это время Шварценеггер был уже обручён с Марией Шрайвер, так что отношения не сложились. Сам Шварценеггер также упоминает об этом в своей автобиографии «Вспомнить всё: моя невероятно правдивая история жизни». Впоследствии Нильсен вышла замуж за Сильвестра Сталлоне.
26 апреля 1986 года Шварценеггер и Шрайвер поженились. Свадьба прошла в Хайаннисе (штат Массачусетс), в римско-католической церкви Святого Франциска Ксаверия. Впоследствии у пары родилось четыре ребёнка:
- Кэтрин Юнис Шварценеггер, родилась 13 декабря 1989 года в Лос-Анджелесе, Калифорния;
- Кристина Мария Аврелия Шварценеггер, родилась 23 июля 1991 года там же;
- Патрик Арнольд Шрайвер Шварценеггер, родился 18 сентября 1993 года там же;
- Кристофер Сарджент Шрайвер Шварценеггер, родился 27 сентября 1997 года там же.

Долгое время семья Шварценеггера проживала в Брентвуде, в доме площадью около тысячи квадратных метров. Шварценеггер поддерживал строгую дисциплину, поднимая детей в шесть утра и заставляя их заниматься зарядкой и закаливанием. Разбросанные по дому детские вещи Арнольд отправлял в камин.
9 декабря 2001 года Шварценеггер сломал шесть ребер и был госпитализирован на четыре дня после аварии на мотоцикле в Лос-Анджелесе.
8 января 2006 года Шварценеггер попал в ДТП на своём мотоцикле «Харлей Дэвидсон», перевозя в коляске своего сына Патрика. Ребёнок не пострадал, на губу Шварценеггера было наложено 15 швов.
30 июля 2007 года 60-летний юбилей Шварценеггера был пышно отмечен на родине, в Граце.
Согласно ряду сообщений, Шварценеггер смог купить у правительства Австрии за 1,4 млн долл танк М47, механиком-водителем которого он был в австрийской армии. Танк был перевезён в США и установлен в музее в городе Колумбус (штат Огайо). В 2008 году Шварценеггер забрал танк из музея, установив его «поближе к дому».
В мае 2011 года Арнольд Шварценеггер, решивший вернуться в кино после ухода с поста губернатора Калифорнии, объявил о разрыве брака с Марией Шрайвер через две недели после «серебряной свадьбы». Более 10 лет назад Шварценеггер стал отцом внебрачного ребёнка, сына Джозефа, которого родила одна из его домработниц, Милдред Патрисия Баена, о чём Арнольд рассказал жене после ухода с поста губернатора.
После расставания Арнольд Шварценеггер продолжает общаться со своей, теперь уже бывшей, семьёй; неоднократно сообщалось о его появлении на совместных семейных праздниках. В свою очередь, семья появилась на премьере его сериала «ФУБАР» (2023), хотя и отдельно от Джозефа Баены.
В 2019 году Кэтрин Шварценеггер вышла замуж за известного актёра Криса Прэтта, в 2020 году Арнольд стал дедушкой.
Окончательно развод Арнольда и Марии состоялся только в 2021 году, после 10-летнего судебного процесса. По его итогам совместно нажитое за время брака имущество (оценивается в 400 миллионов долларов) было разделено поровну.
По иронии судьбы, Джозеф Баена оказался гораздо более похожим на своего знаменитого отца, чем его законные дети. По утверждению интервьюера журнала Men’s health, общение с ним заставляет почувствовать «путешествие во времени».
В документальном мини-сериале «Арнольд» (2023) Шварценеггер признал, что эта «печальная история» является для него крайне болезненной. Однако вместе с тем он «очень гордится» Джозефом и не хочет, чтобы он чувствовал себя так, «будто ему не рады в этом мире». Сообщалось, что он купил Джозефу с матерью дом за 300 тысяч долларов, оплатил обучение в колледже и подарил Jeep Wrangler.
Со временем Джозеф Баена занялся бодибилдингом. По его словам, они с отцом сблизились на почве совместного интереса к фитнесу (к известному разочарованию Арнольда, никто из его законных детей не пожелал пойти по его стопам).
В сентябре 2011 года Арнольд Шварценеггер заключил договор с американским издательством «Simon & Schuster» о публикации книги мемуаров, под рабочим названием «Вспомнить всё: моя невероятно правдивая история жизни». Книга вышла в октябре 2012 года.
18 мая 2019 года, находясь с визитом в Южной Африке, Шварценеггер подвёргся нападению и удару сзади неизвестным злоумышленником, когда раздавал автографы своим поклонникам в одной из местных школ. Несмотря на неожиданность и неспровоцированный характер нападения, он, как сообщается, не пострадал и продолжал общаться с поклонниками. Нападавший был задержан, но Шварценеггер отказался выдвигать против него обвинения.
Шварценеггер попал в аварию во второй половине дня в пятницу, 21 января 2022 года. Шварценеггер управлял чёрным внедорожником GMC Yukon у перекрёстка бульвара Сансет и проспекта Алленфорд в районе Брентвуд в Лос-Анджелесе, когда его автомобиль столкнулся с красной Toyota Prius. Водитель Prius была доставлена в больницу с травмами головы. Шварценеггер не пострадал.

### Проблемы со здоровьем
По сообщению TMZ 29 марта 2018 года, Шварценеггеру провели операцию на сердце. Была проведена замена аортального сердечного клапана, который был первоначально заменён в 1997 году из-за врождённого порока сердца. В отличие от того случая операция была выполнена катетерным методом. На случай, если катетерная процедура не сможет быть выполнена, была подготовлена и бригада хирургов для операции на открытом сердце. В 1997 году Арнольд заменил свой аортальный клапан, порок которого был диагностирован ещё в 1977 году. Говорится, что Шварценеггер решил пройти операцию в 1997 году, сославшись на семейную историю врождённых проблем с сердцем.
В 2020 году, спустя 23 года после первой операции, Шварценеггер перенёс операцию по установке нового аортального клапана.
Шварценеггер отрицает, что его проблемы с сердцем вызваны тем, что в молодости он употреблял стероиды (которые тогда были легальны), и утверждает, что имеет те же проблемы с клапаном, что и его мать. Он успешно засудил одного немецкого доктора и два британских таблоида, продвигавших версию о стероидах.
В марте 2024 года Арнольду установили кардиостимулятор, потому что рубцы на сердце от операций вызвали нарушение сердечного ритма.

## Использование имени и признание
В 1992 году именем кинозвезды назван эффект «шварценеггеризации», то есть замены живых актёров виртуальными.
В Граце стадион «UPC-Арена» с 1997 по 2005 годы носил имя Шварценеггера, пока он не потребовал убрать своё имя из названия в ответ на критику в свой адрес за поддержку смертной казни.
Коста-риканская жужелица Agra schwarzeneggeri названа в честь Арнольда Шварценеггера за мощные средние бёдра.
В октябре 2014 года на ежегодном фестивале по бодибилдингу «Арнольд Классик», которые проходит в Колумбусе (Огайо), был открыт памятник Шварценеггеру.
В честь Шварценеггера была названа программа трассировки лучей Arnold и ArnoldC — эзотерический язык программирования, в котором в качестве команд используются цитаты актёра.

## Избранная фильмография
| - 1970 — «Геркулес в Нью-Йорке» - 1973 — «Долгое прощание» (в титрах не указан) - 1976 — «Оставайся голодным» - 1982 — «Конан-варвар» - 1984 — «Конан-разрушитель» - 1984 — «Терминатор» - 1985 — «Рыжая Соня» - 1985 — «Коммандо» - 1986 — «Без компромиссов» - 1987 — «Хищник» - 1987 — «Бегущий человек» - 1988 — «Красная жара» - 1988 — «Близнецы» - 1990 — «Вспомнить всё» - 1990 — «Детсадовский полицейский» - 1991 — «Терминатор 2: Судный день» - 1993 — «Последний киногерой» - 1994 — «Правдивая ложь» - 1994 — «Джуниор» - 1996 — «Стиратель» - 1996 — «Подарок на Рождество» - 1997 — «Бэтмен и Робин» | - 1999 — «Конец света» - 2000 — «6-й день» - 2002 — «Возмещение ущерба» - 2003 — «Терминатор 3: Восстание машин» - 2010 — «Неудержимые» - 2012 — «Неудержимые 2» - 2013 — «Возвращение героя» - 2013 — «План побега» - 2014 — «Саботаж» - 2014 — «Неудержимые 3» - 2015 — «Заражённая» - 2015 — «Терминатор: Генезис» - 2017 — «Убить Гюнтера» - 2017 — «Последствия» - 2019 — «Тайна печати дракона» - 2019 — «Терминатор: Тёмные судьбы» - 2023 — «ФУБАР» (сериал) - 2023 — «Арнольд» (сериал) - 2023 — «Слай Сталлоне» - 2024 — «Секретный уровень» (сериал) - 202? — «Кунг Фьюри 2» - 202? — «Человек с мешком» |

## Номинации и награды (избранный список)

### Номинации
- Премия «Золотой глобус»
  - 1995 — Лучшая мужская роль (комедия или мюзикл) (за фильм «Джуниор»)
- Премия MTV Movie Awards
  - 1995 — Лучший танец (за фильм «Правдивая ложь»)
  - 1995 — Лучший поцелуй (за фильм «Правдивая ложь»)
  - 1995 — Лучшая экшн-сцена (за фильм "«Правдивая ложь»)
  - 1997 — Лучшая экшн-сцена (за фильм «Стиратель»)
  - 2004 — Лучшая экшн-сцена (за фильм «Терминатор 3: Восстание машин»)

### Награды
- Премия «Золотой глобус»
  - 1977 — Лучший дебютант (за фильм «Оставайся голодным»)
- Премия MTV Movie Awards
  - 1992 — Лучшая мужская роль (за фильм «Терминатор 2: Судный день»)
- Кавалер ордена Почётного легиона (2011, Франция)[73]
- Командор ордена Почётного легиона (2017, Франция)[74]
- Командорский крест 1-й степени Почётного знака «За заслуги перед Австрийской Республикой»[75]
- Почётное кольцо Федеральной земли Штирия (2017, Австрия)[76]
- Медаль за гуманитарные заслуги 1-го класса Австрийского Общества Альберта Швейцера (2011)[77]
- Почётная медаль мэрии Мадрида (2014)[78]

## Сочинения
- 1993 — Воспитание культуриста.
- 2013 — Вспомнить всё: Моя невероятно правдивая история / Пер. с англ. С. М. Саксина. — М.: Эксмо. — 592 с., ил. — (Автобиография великого человека). — 10 000 экз., ISBN 978-5-699-62657-1
- Арнольд Шварценеггер. Будь нужным. Семь правил жизни = Arnold Schwarzenegger. Be Useful: Seven Tools for Life. — М.: Альпина Паблишер, 2024. — С. 232. — ISBN 978-5-9614-8763-3.

Написал несколько книг по бодибилдингу.